# Chlorion gratiosum
Chlorion gratiosum är en biart som först beskrevs av Frederick Smith 1856.
Chlorion gratiosum ingår i släktet Chlorion och familjen grävsteklar. Inga underarter finns listade i Catalogue of Life.